# Оберндорф-ин-Тироль
Оберндорф-ин-Тироль (нем. Oberndorf in Tirol) — коммуна в Австрии, в федеральной земле Тироль.
Входит в состав округа Кицбюэль.  Площадь коммуны составляет 17,69 км², население — 2334 человека (1 января 2021), плотность населения — 129 чел./км². Официальный код  —  70 413.

## Население
| Год  | Численность |
| ---- | ----------- |
| 1869 | 759         |
| 1889 | 665         |
| 1890 | 641         |
| 1900 | 639         |
| 1910 | 726         |
| 1923 | 769         |
| 1934 | 811         |
| 1939 | 744         |
| 1951 | 846         |
| 1961 | 933         |
| 1971 | 1137        |
| 1981 | 1420        |
| 1991 | 1650        |
| 2001 | 1944        |
| 2011 | 2017        |
| 2021 | 2334        |

## Политическая ситуация
Бургомистр коммуны — Йохан Швайгофлер (местный блок) по результатам выборов 2004 года.
Совет представителей коммуны (нем. Gemeinderat) состоит из 13 мест.